# Fides von Agen

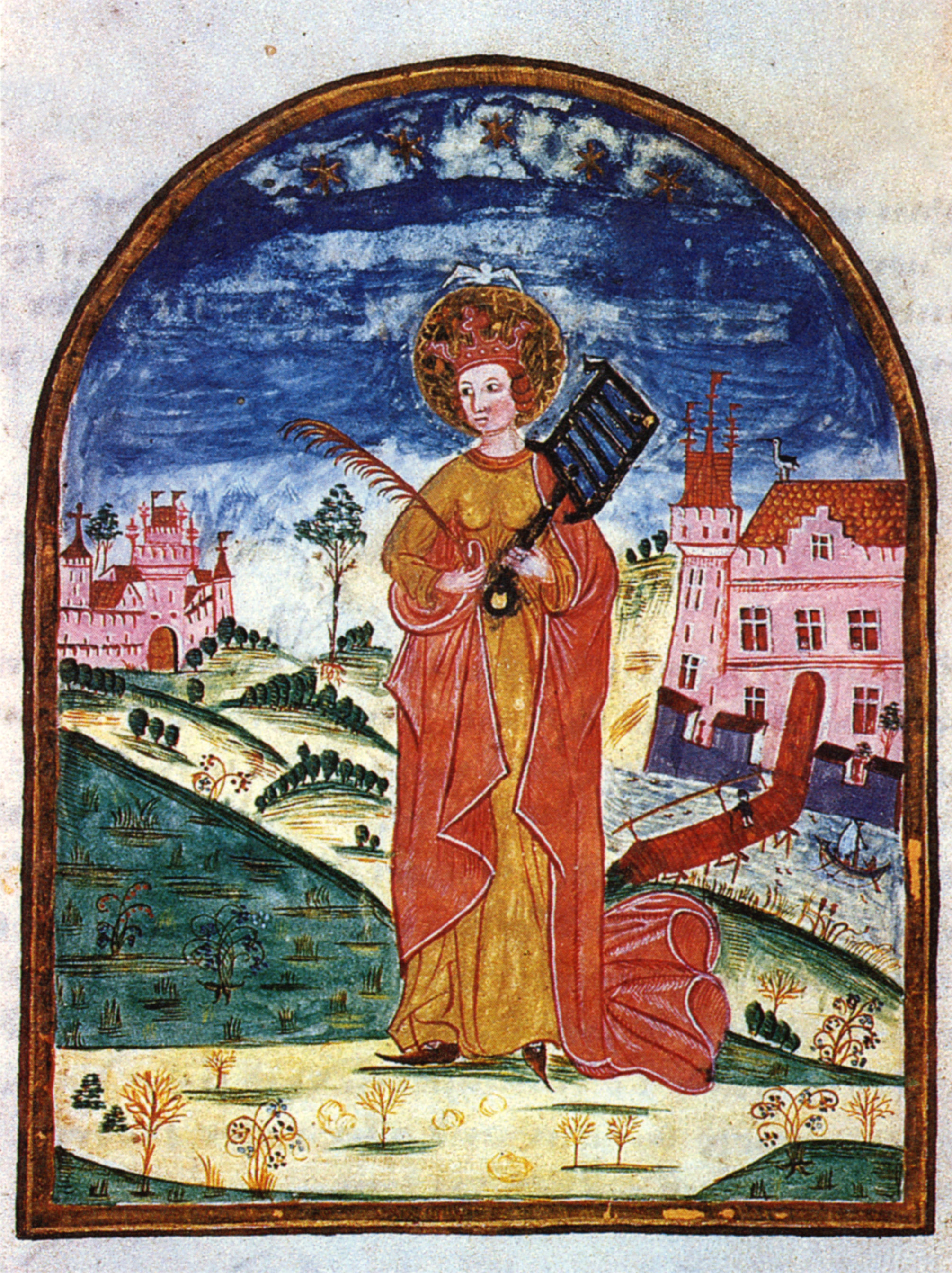
St. Fides mit Gitterrost und Märtyrerpalme (12. Jh.)

Fides von Agen (französisch Sainte Foy, okzitanisch und spanisch Santa Fe, portugiesisch Santa Fé, englisch Saint Faith); war eine frühchristliche Märtyrin, die um das Jahr 300 in der Stadt Agennum, dem heutigen Agen in der südwestfranzösischen Region Aquitanien, das Martyrium erlitt. Als Todesjahr werden 287 oder 303 angegeben; das letztere Jahr fiele in die Zeit der Christenverfolgung unter Kaiser Diokletian.

## Leben
Fides wird zuerst im 6. Jahrhundert im Martyrologium Hieronymianum erwähnt, aber nur, dass sie an einem 6. Oktober in Agen starb.
Schon früher, vermutlich im 5. Jahrhundert, wurde ein Bericht über ihren Tod, eine Passio geschrieben; doch stammen die ältesten erhaltenen Manuskripte der Passio aus dem 10. Jahrhundert. Demnach kam sie aus einer vornehmen Familie und sei noch ein junges Mädchen gewesen, als sie vor den römischen Statthalter Datianus befohlen wurde. Er forderte sie auf, der Diana zu opfern, weil das ihrem Alter entspreche. Sie antwortete, sie wisse von den Vätern, dass alle Götter der Heiden Dämonen seien. Er versuchte vergeblich, sie zu einem Opfer zu bewegen. Der Statthalter ließ sie auf einen bronzenen Gitterrost binden und darunter Feuer anzünden. Ein Christ namens Caprasius, der sich verborgen hatte, beobachtete, was geschah. Er betete, Gott möge die Gequälte verherrlichen. Da sah er sie in strahlend weißem Gewand eine Krone mit Edelsteinen und Perlen tragen; eine Taube flog aus den Wolken und setzte sich auf ihren Kopf. Er wusste nun, dass sie den Siegespreis, das ewige Heil, errungen hatte, fasste Mut, verließ sein Versteck und wurde ebenfalls gefoltert. Schließlich wurden beide – zusammen mit Alberta, Primus und Felician, den Geschwistern von Fides – in einem Tempel enthauptet. Bischof Dulcidius von Agen, fügt die Passio hinzu, habe Fides’ Gebeine in eine Kirche überführt (vermutlich im frühen 6. Jahrhundert). So und mit Zusätzen wurde die Passio weitergegeben.

## Wunderberichte
Dem ersten Wunderbericht zufolge erhielt ein Mann in Conques namens Guibert auf Fürbitte der Fides neue Augen, nachdem ihm sein Herr, ein Geistlicher, die Augen „mit denselben Fingern, mit denen er sonst den heiligen Körper Christi berührte“, ausgerissen hatte. Größer als selbst Christi Wunder der Heilung eines Blindgeborenen (Joh 9,1-12 ) schätzt Bernard Guiberts Heilung ein. Fides soll sich einer weiteren Legende zufolge sogar zu hilfreichen Schelmenstücken herbeigelassen haben: Ein Ritter hatte von seinem Lehnsherrn einen Jagdfalken entliehen mit der Bedingung, dass sein gesamtes Eigentum dem Lehnsherrn verfallen wäre, könnte er das Tier nicht zurückgeben. Der Falke entflog. Der Ritter verzweifelte. Seine Frau riet ihm, der heiligen Fides eine Kerze zu versprechen und sich getrost zum Abendessen zu setzen. „Beim Mahl aber – wie schön, das zu berichten – flog eine zahme Gans durch das offene Fenster in die Stube. Ihr folgte sogleich der verlorene Falke und griff sie in raschem Anflug. […] Welche Freude, wieviel Dank dafür, dass der Ritter jetzt sein Eigentum behalten konnte, statt es seinem Herrn zu übereignen.“

## Verehrung
Um das Jahr 880 gelangten die Gebeine, nach einem Bericht des 11. Jahrhunderts aufgrund eines Diebstahls, in das Benediktinerkloster in Conques in der französischen Region Midi-Pyrénées. Die Reliquien berühmter Heiliger versprachen ihrem Besitzer einen mächtigen himmlischen Fürsprecher, Ansehen und Schenkungen. So profitierte auch Conques, besonders als Ende des 10. Jahrhunderts erneut ein Wunder geschah. Ab 1010 reiste Bernard, ein Geistlicher und Gelehrter  aus Angers, der in Chartres studiert hatte, mehrfach nach Conques und zeichnete bis zu seinem Tod (um 1020) die Wundertaten in zwei Büchern Liber Miraculorum Sancte Fidis auf, gedacht besonders für Leser in Nordfrankreich. In dem in der Humanistenbibliothek in Schlettstadt aufbewahrten Exemplar enthält das erste Buch 34, das zweite 15 Wunderberichte.
Nach Bernards Tod setzten Mönche von Conques das Liber miraculorum fort, so dass es am Ende vier Bücher umfasste. Fides’ Ruf als Vermittlerin von Wundern breitete sich aus, zumal Conques an einem Jakobs-Pilgerweg nach Santiago de Compostela lag. Im Jahr 1041 begann man eine größere Kirche zu bauen, Ste-Foy de Conques. Reliquien kamen nach Sant Cugat del Vallès westlich von Barcelona in Spanien, in die Benediktinerabtei St. Gallen in der Schweiz, wo die Kirche St. Fiden, und nach Schlettstadt im Elsass, wo  Ste-Foy de Sélestat gebaut wurde. Zahlreiche Orte im französischen Sprachbereich sind nach „Sainte Foy“, im spanischen Sprachbereich nach „Santa Fe“ benannt.
Um das Jahr 1070 wurde Fides’ Geschichte in einen Chanson de geste in altokzitanischer Sprache gefasst, bekannt als Chanson de Sainte Foy.
Patronin deutscher Kirchen ist sie für St. Fides und Markus in Sölden (Schwarzwald) und St. Fides in Grafenhausen im Schwarzwald. Auch die vom hl. Otto von Bamberg im Jahr 1124 gegründete Benediktinerpropstei St. Getreu in Bamberg ist der hl. Fides geweiht; St. Getreu entspricht dem lateinischen fides = „Glaube“, „Treue“.

## Ikonographie

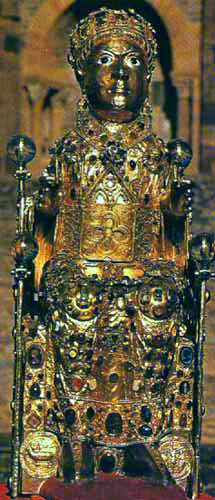
Reliquienstatue der Fides in Conques

Fides wird meist mit Märtyrerkrone, Siegespalme und dem Rost ihrer Tortur dargestellt.
Besonders berühmt sind zwei Skulpturen in Conques. Eine, die älteste Darstellung der Heiligen, gegen Ende des 9. Jahrhunderts begonnen und später weiter ausgeschmückt, ist die 85 cm hohe Reliquienstatue der Fides (Fides-Reliquiar) aus Holz, Gold und vergoldetem Silberblech im Museum des Ortes. Fides sitzt steif, frontal, von geradezu hypnotischer Ausstrahlung.
Die andere, vom Anfang des 12. Jahrhunderts, befindet sich im Tympanon des Westportals von Sainte-Foy. Das Tympanon stellt figurenreich das Jüngste Gericht dar.' Im linken Teil segnet Christus mit seiner rechten Hand die Seligen. Auf einer gestuften Querleiste steht: „SIC DATUR ELECTIS AD CELI GAUDIA VINCTIS / GLORIA PAX REQUIES PERPETUUSQUE DIES“ – „So wird den vereint für die Freuden des Himmels Auserwählten Ruhm, Friede, Ruhe und ewiges Licht zuteil.“ Ein flacher Giebel darunter trägt die Inschrift: „CASTI PACIFICI MITES PIETATIS AMICI / SIC STANT GAUDENTES SECURI NIL METUENTES“ – „Die Reinen, Friedfertigen, Milden, Frommen stehen so, freudig, sicher und ohne Furcht.“ Auf der Querleiste schreiten Selige zu Christus, angeführt von Maria und Petrus.

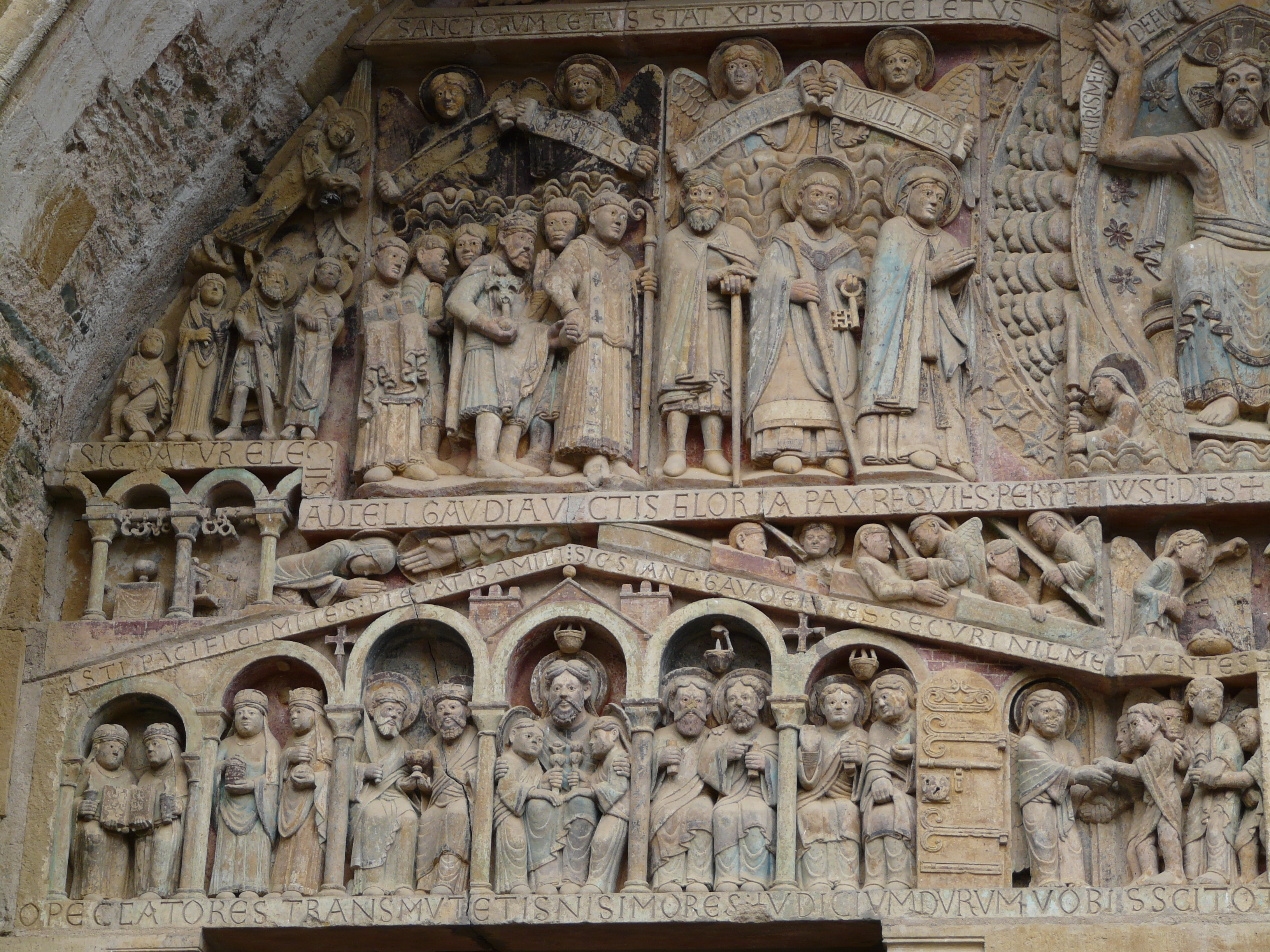
Linker Teil des Tympanons von Ste Foy de Conques mit Fides

Unter dem flachen Giebel stellen sechs gestaffelte Arkaden, von denen Lampen herabhängen, das Neue Jerusalem dar. Ein Engel lässt die Seligen ein; in der Mitte umarmt Abraham zwei Jungfrauen mit Kelch – möglicherweise sind Fides und ihre Schwester Alberta gemeint. Die Querleiste und der flache Giebel bilden zwei Zwickel – im rechten helfen Engel den Toten bei der Auferstehung aus dem Grab; im linken kniet Fides vor der Hand Gottes, die sich ihr aus Wolken entgegenstreckt. Hinter ihr steht der Thron, von dem sie sich zum Kniefall erhoben hat. Drei Arkaden hinter Fides deuten die Abteikirche an. An Querbalken zwischen den Säulen hängen Hand- oder Fußfesseln herab, von denen Fides Gefangene befreite. Auf einem Altar steht der Kelch der Eucharistie. Fides und ihr Thron repräsentieren also die Reliquienstatue, die zwischen der irdischen Kirche und Gott im Jenseits vermittelt.

## Fides, Spes und Caritas
Von Fides von Agen zu unterscheiden ist die Fides der Schwestern Fides, Spes und Caritas, die im 2. Jahrhundert in Rom als Märtyrinnen gestorben sein sollen. Ein historischer Wert kommt ihrer Passio nicht zu. Möglicherweise wurden die drei Tugenden des ersten Korintherbriefs „Glaube, Hoffnung, Liebe“ (1 Kor 13,13 ) legendär ausgestaltet.